# SpongeBob SquarePants: SuperSponge
Spongebob Squarepants: SuperSponge é um jogo de plataforma 2D desenvolvido pela Climax Group e publicado pela THQ. Ele foi lançado para PlayStation em 5 de novembro de 2001 e para o Game Boy Advance em 8 de novembro de 2001. A versão do Game Boy Advance também foi lançada em um pacote duplo junto com Spongebob Squarepants: Revenge of the Flying Dutchman e um pacote triplo com Tak and the Power of Juju e Rugrats: I Gotta Go Party em 2005.
É o único jogo de Bob Esponja lançado para o PlayStation, após Nicktoons Racing, que tem Bob Esponja, Patrick e Plankton como personagens jogáveis. A versão de PlayStation de SuperSponge vendeu 1,06 milhões de cópias, tornando-se um dos jogos mais vendidos do console. Mais tarde, o jogo foi relançado para o PlayStation como um título Greatest Hits.

## Enredo
É aniversário do Patrick, e Bob Esponja quer dar-lhe "o melhor presente de todos": Uma foto assinada pelos seus super-heróis favoritos, Homem Sereia e Mexilhãozinho. No entanto, os heróis querem nada mais nada menos se livrar de Bob Esponja, para que ele realize tarefas aleatórias em torno da Fenda do Bikini. Depois de voltar de uma tal tarefa, Bob Esponja descobre que a televisão da casa de repouso do Homem Sereia e Mexilhãozinho está quebrada, Então ele deve procurar na Fenda do Bikini ferramentas de reparação. Depois de encontrar as ferramentas, Bob Esponja retornará para consertar a televisão. Homem Sereia e Mexilhãozinho, sentindo-se satisfeitos, finalmente, dão autógrafos à Bob Esponja. O jogo termina com o Patrick agradecendo Bob Esponja pelos autógrafos, e todo mundo desejando-lhe um feliz aniversário.

## Jogabilidade
O jogo é dividido em cinco mundos (listados como "capítulos"), cada uma com quatro níveis: parte de Fenda do Biquíni, um vulcão submarino, a Fenda do Bikini pré-histórica, no fundo do poço e o distrito industrial da Fenda do Bikini. Os níveis podem ser compensados recolhendo os objetos desejados pelo Homem Sereia. Além disso, o quarto nível de cada capítulo tem um chefe.
Há espalhadas por todos os níveis, espátulas de ouro — se recolher todas as 100 em um nível, Bob Esponja ganha uma vida extra. Na versão do PlayStation, as espátulas, também servem como medidoras de saúde, pois se Bob Esponja tocar em um inimigo, ele perde todas as espátulas douradas coletadas, e se ele é tocado por um inimigo, sem qualquer espátula, ele perde uma vida, o que é semelhante aos anéis em Sonic the Hedgehog. Na versão de Game Boy Advance, um medidor de saúde separado é utilizado, que pode ser reposto através da recolha de itens, como batatas fritas, milk-shakes e hambúrgueres de siri. A vida também pode ser obtido coletando cuecas.
Na versão do PlayStation, através da coleta de um certo número de espátulas em cada capítulo, um nível secreto chamado "Six Clams Adventure Land" (uma referência ao parque de diversões Six Flags) pode ser desbloqueado. Nesse nível, situado num parque de diversões, Bob Esponja tem de andar através dos brinquedos e recolher todas as 25 flower tokens. Esses "tokens" podem ser usados para comprar adereços para Patrick na festa de aniversário no final do jogo.
- Jellyfish Net: Bob Esponja pode capturar a água-viva e jogá-los nos inimigos. (O limite de água-vivas, que podem ser mantidos na rede é de cinco na versão do PlayStation, e dez na versão do Game Boy Advance.
- Coral Blower: Enquanto usa seu "Coral Blower", Bob Esponja pode pegar conchas espalhadas e jogá-las em ordem para a quebra de paredes formadas de rochas. Bob Esponja não conseguel efetuar o "butt-bounce" quando ele tem esse item.
- Squeaky Boots: (Somente na versão do PlayStation) Bob Esponja pode usar esses sapatos para caminhar sobre superfícies pontiagudas sem se machucar. O seu efeito é limitado, no entanto.
- Jelly Launcher: Uma arma de raio que lança águas-vivas desidratadas. A munição é limitada, e Bob Esponja pode recarregar a arma, recolhendo um frasco de água-viva, que é marcado com uma luz azul com um desenho de água-viva ao lado.
- Bubble Wand: Bob Esponja, apesar de ter a Bubble Wand, pode explodir bolhas, que servem como plataformas. A quantidade de bolhas é limitada, e Bob Esponja pode encher a Bubble Wand recolhendo potes de sabão cor-de-rosa.
- Karate Glove: Bob Esponja pode dar um karate tapa nos inimigos e pegue os objetos distantes. É uma arma na versão de GBA, mas na versão PS é um power-up para ser pego, e seu efeito é limitado.
- Glove World Balloon: Bob Esponja pode saltar mais alto do que o normal e também flutuar (versão do PlayStation). Seu efeito é limitado.

## Recepção
SuperSponge recebeu críticas mistas desde o seu lançamento: a versão do PlayStation recebeu uma pontuação de 68% enquanto a versão do Game Boy Advance uma pontuação de 67.83% no Gamerankings. A versão de PlayStation do jogo também recebeu o título de "Greatest Hits".